# أهل الدار (مسلسل)
أهل الدار هو مسلسل بحريني كوميدي عُرض في عام 2014 من تأليف راشد الجودر وعيسى الحمر وإخراج أحمد يعقوب المقلة.

## القصة
تدور أحداث المسلسل في حلقات منفصلة تجمع بين الكوميديا والتراجيديا والفانتازيا، في أحداث جرت في البحرين والخليج عمومًا، من خلال تناول مثل شعبي في التراث البحريني كل يوم وإعادة تمثيله.